# 清真互联网
清真互联网（英語：Halal Internet），又称清真网络、清洁网络（clean Internet）或者伊朗国家互联网计划，是一个与国际互联网隔绝且完全在伊朗伊斯兰共和国德黑兰政府掌控之下的國家區域網路系统。伊朗政府称，“清真互联网”不仅可以为用户节省成本，而且还有助于维护伊斯兰伦理和道德标准。 
伊朗这项互联网计划起源于2005年马哈茂德·艾哈迈迪-内贾德执政伊始，彼时，伊朗就提出了互联网本土化概念。
该项计划由伊朗通讯与信息技术部牵头开发，最终目的是取代开放式互联网，断开与国际互联网的接口，并将清真网络覆盖至伊朗全国甚至整个穆斯林世界。

## 提出背景
2012年，伊朗核危机情势严峻，以美国为首的西方國家受多种因素的制约，难以对伊朗进行直接军事打击。于是，美国制定了一系列网络空间行动计划，试图突破伊朗网络封锁，推进网络自由。美国的这些举动严重干扰了伊朗核进程。面对美国的网络攻势，伊朗决定自主开发互联网。

## 发展历史
2005年，内贾德执政伊始，伊朗提出了互联网本土化概念。2010年12月，伊朗最高国家安全会议发言人正式公开提出建设“清真互联网”这一设想，以取代目前的国际互联网。
2011年4月17日，伊朗经济事务副部长阿里·阿格哈·穆罕默迪（Ali Agha Mohammadi）称伊朗将开展“清真互联网”计划，以符合伊斯兰教教义，并“适当的”提供服务。他表示，这一计划预计将在18个月内完成。7月，伊朗政府宣布将于8月底启用“清真互联网”工程。
2012年9月17日，伊朗电信部长雷扎·塔格希普尔（Reza Taghipour）表示，清真互联网第一阶段于9月21日在伊朗29个省份的政府机构开始实施。到2013年，伊朗所有的高等院校将被并入该网络系统之中。随后，伊朗政府宣布将封锁谷歌邮箱，谷歌和Gmail的服务将在伊朗全国范围内暂时被屏蔽。
2016年8月28日，伊朗政府宣布完成了清真互联网三个阶段的第一阶段。这意味着伊朗建成了世界最大的内联网，完全与国际互联网脱钩。该系统是一个完全由政府控制的内部网，所有服务器都位于该国。伊朗人只能访问位于伊朗的内容、服务以及应用程序。
2019年5月19日，伊朗文化革命最高委员会宣布，清真互联网已完成80%。

## 网络特点
清真互联网是一种完全由伊朗政府控制的内联网，用户须由国家核准后才能和其它网络连通。如果说中国政府的防火长城是在长江入海口建了一座大坝使之与太平洋隔离的话，那么，伊朗政府的清真互联网相当于是在青藏高原挖了一个人工湖，完全不与太平洋（国际互联网）发生联系。也就是说，在这一系统内，连利用VPN翻墙也没可能。

## 西方评价
英国《独立报》专栏记者乔恩·甘布雷尔（Jon Gambrell）认为，伊朗当局的清真互联网计划控制了公民的网络自由，箝制了信息流通。
英国人权运动组织Article 19认为，“伊朗的国家网络计划是为了政府能进一步监控、孤立人民、把持信息而铺路。它严重地隔绝伊朗人民于网络世界之外，限制人民取得信息的权力，因而钳制人民的集体行动、发起公民抗争的力道”。
美国《外参杂志社》认为，伊朗政府以其“清真互联网”为豪，这其实是一个巨大的全国性网络，只对伊朗国内人开放，以用来隔绝“不干净的”或是反伊斯兰的内容以及批评政府的声音。
美国国务院发言人在2019年5月23日的一份声明中称，“采取如此决绝行动的国家向世界证明了他们有多么害怕自己的人民”。